# Onosma hookeri
Onosma hookeri là loài thực vật có hoa trong họ Mồ hôi. Loài này được C.B. Clarke mô tả khoa học đầu tiên năm 1883.